# Vũ khí hạt nhân

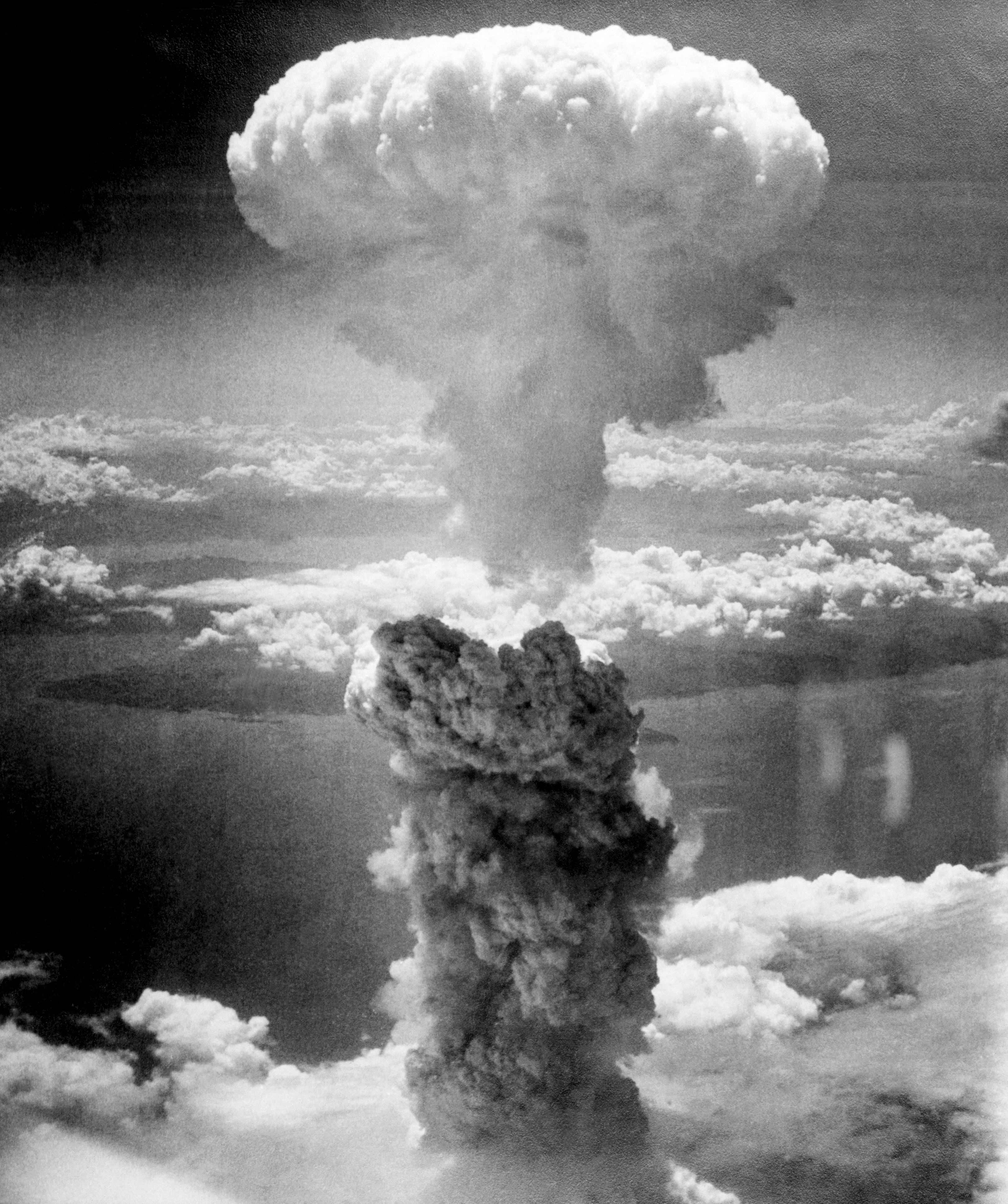
Đám mây hình nấm của quả bom nguyên tử Fat Man ném xuống thành phố Nagasaki, Nhật Bản vào ngày 9 tháng 8 năm 1945.

Vũ khí hạt nhân (chữ Nôm: 武器核仁, tiếng Anh: nuclear weapon), cũng được gọi là đầu đạn hạt nhân, hay trong khẩu ngữ thường được gọi là "hột nhãn", là loại vũ khí hủy diệt hàng loạt mà năng lượng của nó do các phản ứng phân hạch hoặc phản ứng nhiệt hạch gây ra. Một vũ khí hạt nhân nhỏ nhất có sức công phá lớn hơn bất kỳ vũ khí quy ước nào. Vũ khí có sức công phá tương đương với 30.000-300.000 tấn thuốc nổ TNT có thể phá hủy hoàn toàn một thành phố. Nếu sức công phá là 1 triệu tấn thì có thể phá hủy 1 vùng với bán kính 100 - 160 km.
Vũ khí hạt nhân lần đầu tiên được sử dụng vào giai đoạn cuối Thế chiến II khi Không quân Hoa Kỳ thả một quả bom phân hạch có biệt danh là "Little Boy" xuống thành phố Hiroshima. Ba ngày sau, Không quân Hoa Kỳ tiếp tục thả một quả bom phân hạch có biệt danh là "Fat Man" xuống thành phố Nagasaki của Nhật Bản. Những vụ ném bom này đã khiến khoảng 200.000 người thiệt mạng.
Kể từ vụ ném bom nguyên tử ở Hiroshima và Nagasaki, vũ khí hạt nhân liên tục được kích nổ hơn 2000 lần để thử nghiệm và phô trương sức mạnh quân sự. Các quốc gia được biết là từng kích nổ vũ khí hạt nhân và thừa nhận sở hữu chúng là Hoa Kỳ, Liên Xô (sau này là Nga), Anh, Pháp, Trung Quốc, Ấn Độ, Pakistan,  Bắc Triều Tiên. Một số quốc gia có thể đã sở hữu vũ khí hạt nhân nhưng không được công nhận là Đức, Ý, Thổ Nhĩ Kỳ, Bỉ và Hà Lan , Israel. Nam Phi là quốc gia duy nhất đã tự phát triển và sau đó từ bỏ vũ khí hạt nhân.

## Lịch sử vũ khí hạt nhân

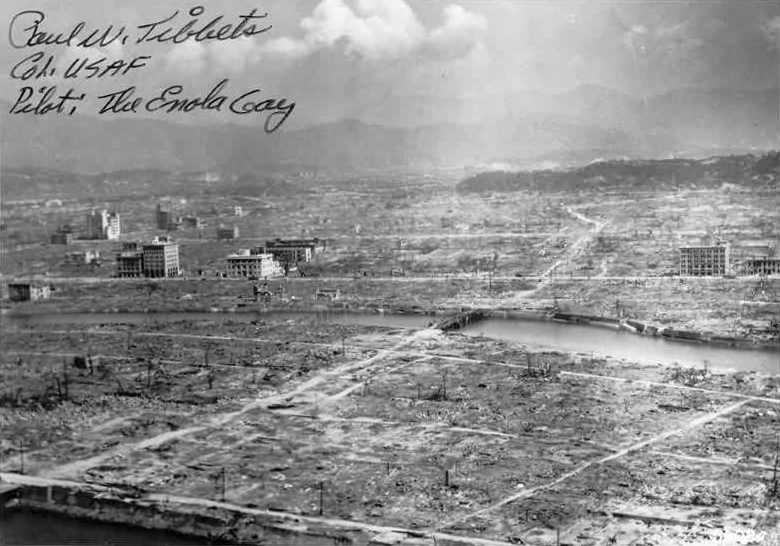
Hậu quả của vụ nổ bom ở Hiroshima, Nhật Bản.

Những vũ khí hạt nhân đầu tiên được Hoa Kỳ chế tạo cùng với sự giúp đỡ của Anh Quốc và Canada trong Chiến tranh thế giới thứ hai, đó là một phần của dự án Manhattan tối mật. Lúc đầu, việc chế tạo vũ khí hạt nhân là sự lo sợ Đức Quốc xã có thể chế tạo và sử dụng trước quân đội Đồng minh. Nhưng cuối cùng thì 2 thành phố của Nhật Bản là Hiroshima và Nagasaki lại là nơi chịu đựng sức tàn phá của những quả bom nguyên tử đầu tiên vào năm 1945. Liên Xô cũng đẩy mạnh Dự án vũ khí hạt nhân và chế tạo, thử nghiệm vũ khí hạt nhân đầu tiên vào năm 1949. Cả Hoa Kỳ và Liên Xô đều phát triển vũ khí hạt nhân nhiệt hạch vào những năm giữa của thập niên 1950. Việc phát minh ra các tên lửa hoạt động ổn định vào những năm 1960 đã làm cho khả năng mang các vũ khí hạt nhân đến bất kỳ nơi nào trên thế giới trong một thời gian ngắn trở thành hiện thực. Hai siêu cường quốc của Chiến tranh Lạnh đã chấp nhận một chiến dịch hạn chế việc chạy đua vũ khí hạt nhân nhằm duy trì nền hòa bình mong manh thời điểm đó.
Vũ khí hạt nhân từng là biểu tượng cho sức mạnh quân sự và sức mạnh quốc gia. Việc thử nghiệm vũ khí hạt nhân thường để kiểm tra các thiết kế mới cũng như là gửi các thông điệp chính trị. Một số quốc gia khác cũng phát triển vũ khí hạt nhân trong thời gian này, đó là Anh Quốc, Pháp, Trung Quốc. Năm thành viên của "hiệp hội các nước có vũ khí hạt nhân" đồng ý một thỏa hiệp hạn chế việc phổ biến vũ khí hạt nhân ở các quốc gia khác mặc dù có ít nhất hai nước (Ấn Độ, Cộng hòa Nam Phi)  đã chế tạo thành công và 1 nước (Israel) có thể đã phát triển vũ khí hạt nhân vào thời điểm đó. Vào đầu những năm 1990, Các nước cộng hòa của Liên bang Xô viết nước kế thừa Nga trước đây là Liên Xô cùng với Hoa Kỳ cam kết giảm số đầu đạn hạt nhân dự trữ để gia tăng sự ổn định quốc tế. Mặc dù vậy, việc phổ biến vũ khí hạt nhân vẫn tiếp tục. Pakistan thử nghiệm vũ khí hạt nhân đầu tiên của họ vào năm 1998, CHDCND Triều Tiên công bố đã phát triển vũ khí hạt nhân vào năm 2004. Vũ khí hạt nhân là một trong những vấn đề trọng tâm của các căng thẳng về chính trị quốc tế và vẫn đóng vai trò quan trọng trong các vấn đề xã hội từ khi nó được khởi đầu từ những năm 1940. Vũ khí hạt nhân thường được coi là biểu tượng phi thường của con người trong việc sử dụng sức mạnh của nhân tạo để hủy diệt chính con người.

## Các loại vũ khí hạt nhân

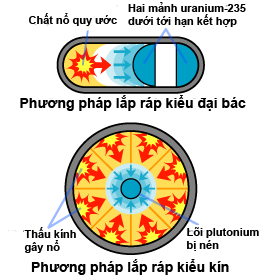
Thiết kế cơ bản của hai loại bom nguyên tử.

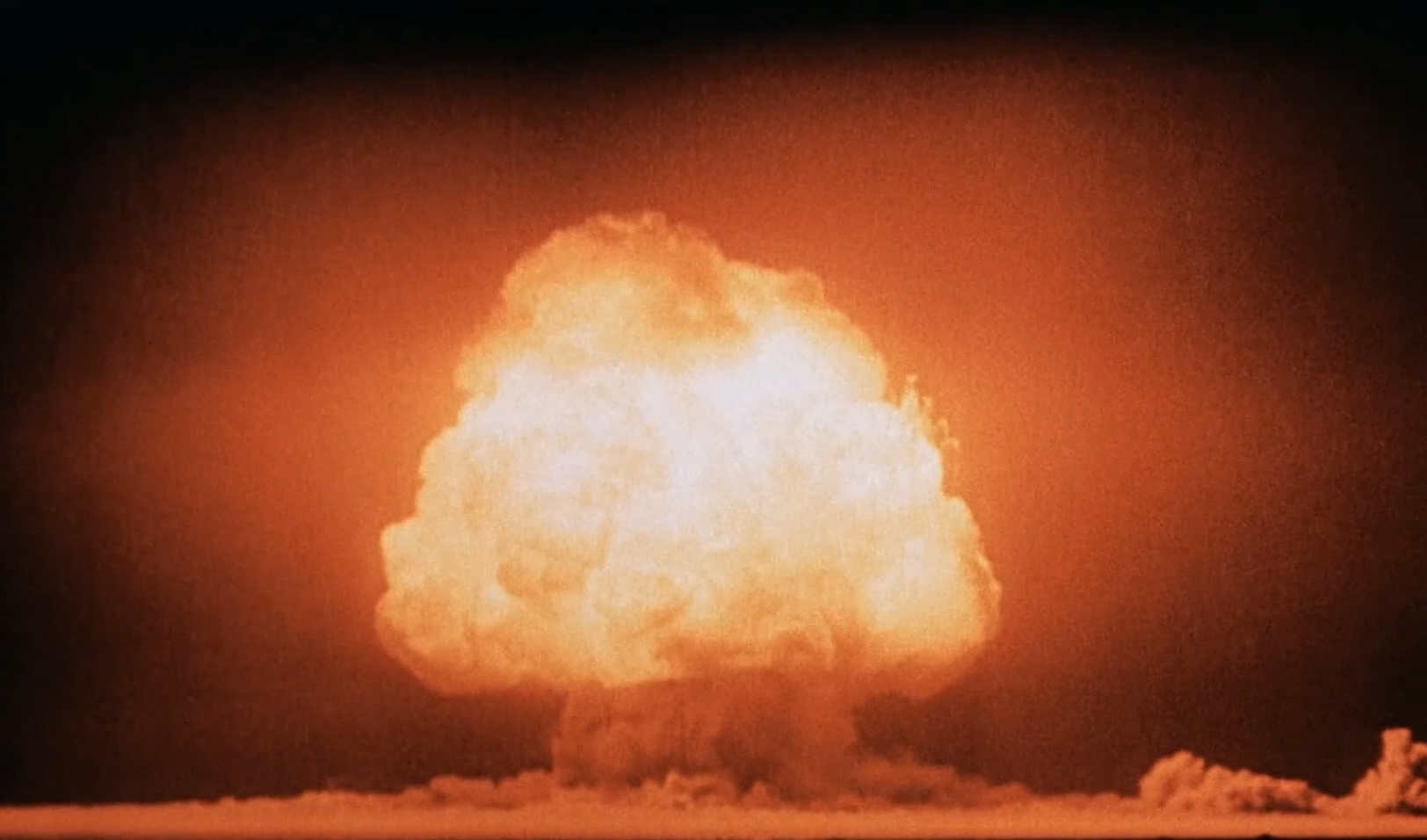
Thử nghiệm Trinity của Dự án Manhattan là vụ nổ đầu tiên của vũ khí hạt nhân.

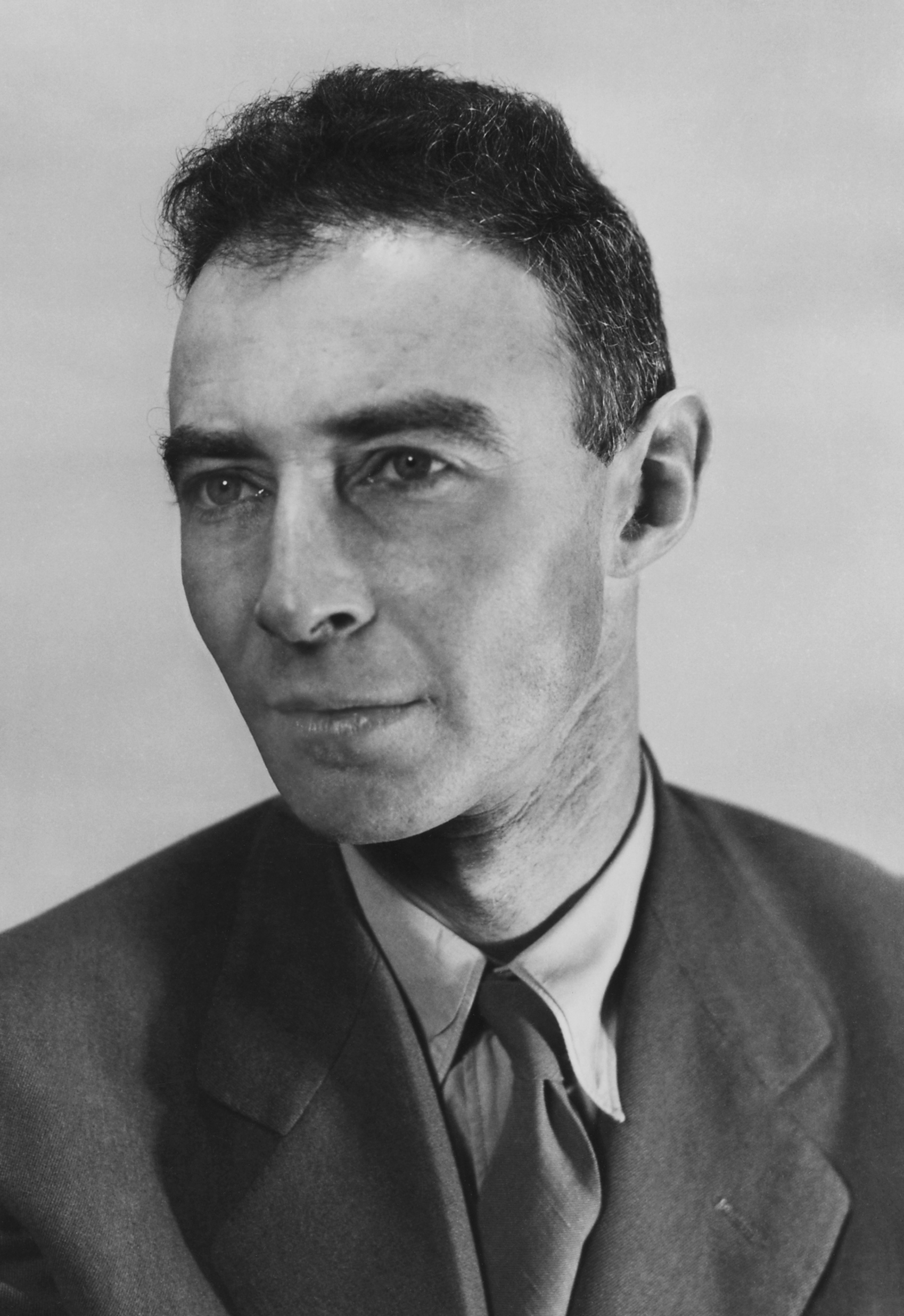
Robert Oppenheimer, lãnh đạo chính của Dự án Manhattan, thường được gọi là "cha đẻ của bom nguyên tử".

Vũ khí hạt nhân đơn giản là lấy năng lượng từ quá trình phân hạch (còn gọi là phân rã hạt nhân). Một vật liệu có khả năng phân rã được lắp ráp vào 1 khối lượng tới hạn, trong đó khởi phát 1 phản ứng dây chuyền và phản ứng đó gia tăng theo tốc độ của hàm mũ, giải thoát 1 nguồn năng lượng khổng lồ. Quá trình này được thực hiện bằng cách bắn 1 mẫu vật liệu chưa tới hạn này vào 1 mẫu vật liệu chưa tới hạn khác để tạo ra 1 trạng thái gọi là siêu tới hạn. Khó khăn chủ yếu trong việc thiết kế tất cả các vũ khí hạt nhân là đảm bảo một phần chủ yếu các nhiên liệu được dùng trước khi vũ khí tự phá hủy bản thân nó. Thông thường vũ khí như vậy được gọi là bom nguyên tử, còn gọi là bom A.
Các loại vũ khí cao cấp hơn thì lấy năng lượng nhiều hơn từ quá trình nhiệt hạch (còn gọi là tổng hợp hạt nhân). Trong loại vũ khí này, bức xạ nhiệt từ vụ nổ phân rã hạt nhân được dùng để nung nóng và nén đầu mang triti, deuteri, hoặc lithi, từ đó xảy ra phản ứng nhiệt hạch với năng lượng được giải thoát lớn hơn rất nhiều. Thông thường vũ khí như vậy được gọi là bom khinh khí, còn gọi là bom hydro, bom H hay bom nhiệt hạch. Nó có thể giải thoát 1 năng lượng lớn hơn hàng ngàn lần so với bom nguyên tử.
Người ta còn tạo ra các vũ khí tinh vi hơn cho một số mục đích đặc biệt. Vụ nổ hạt nhân được thực hiện nhờ 1 luồng bức xạ neutron xung quanh vũ khí hạt nhân, sự có mặt của các vật liệu phù hợp (như cobalt hoặc vàng) có thể gia tăng độ ô nhiễm phóng xạ. Người ta có thể thiết kế vũ khí hạt nhân có thể cho phép neutron thoát ra nhiều nhất; những quả bom như vậy được gọi là bom neutron. Về lý thuyết, các vũ khí phản vật chất, trong đó sử dụng các phản ứng giữa vật chất và phản vật chất, không phải là vũ khí hạt nhân nhưng nó có thể là 1 vũ khí với sức công phá cao hơn cả vũ khí hạt nhân.

## Ảnh hưởng của vụ nổ hạt nhân

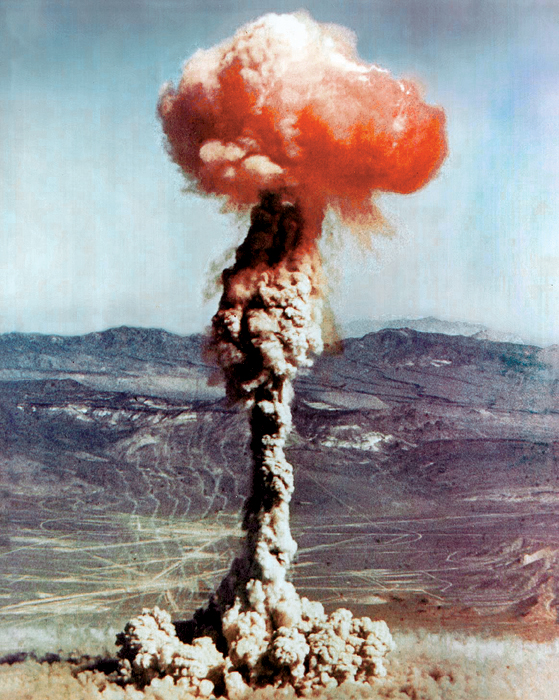
Đám mây hình nấm phát ra từ một cuộc thử nghiệm vũ khí hạt nhân.

Năng lượng từ vụ nổ vũ khí hạt nhân thoát ra ở bốn loại sau đây:
- Áp lực — 40-60% tổng năng lượng.
- Bức xạ nhiệt — 30-50% tổng năng lượng.
- Bức xạ ion — 5% tổng năng lượng.
- Bức xạ dư (bụi phóng xạ) — 5-10% tổng năng lượng.

Lượng năng lượng giải thoát của từng loại phụ thuộc vào thiết kế của vũ khí và môi trường mà vụ nổ hạt nhân xảy ra. Bức xạ dư là năng lượng được giải thoát sau vụ nổ, trong khi các loại khác thì được giải thoát ngay lập tức.
Năng lượng được giải thoát bởi vụ nổ bom hạt nhân (bom nguyên tử) được đo bằng kiloton hoặc megaton - tương đương với hàng ngàn và hàng triệu tấn thuốc nổ TNT (tri-nitro-toluen). Vũ khí phân hạch đầu tiên có sức công phá đo được là vài ngàn kiloton, trong khi vụ nổ bom khinh khí lớn nhất đo được là 57 megaton. Trên thực tế vũ khí hạt nhân có thể tạo ra các sức công phá khác nhau, từ nhỏ hơn 1 kiloton ở các vũ khí hạt nhân cầm tay như súng cối Davy crockett của Hoa Kỳ cho đến 57 megaton như Bom Sa hoàng (Tsar-Bomba) của Liên Xô (vào ngày 30/10/1961).
Hiệu ứng quan trọng nhất của vũ khí hạt nhân là áp lực và bức xạ nhiệt có cơ chế phá hủy giống như các vũ khí quy ước. Sự khác biệt cơ bản là vũ khí hạt nhân có thể giải thoát 1 lượng lớn năng lượng tại 1 thời điểm. Tàn phá chủ yếu của bom hạt nhân không liên quan trực tiếp đến quá trình hạt nhân giải thoát năng lượng mà liên quan đến sức mạnh của vụ nổ.
Mức độ tàn phá của ba loại năng lượng đầu tiên khác nhau tùy theo kích thước của bom. Bức xạ nhiệt suy giảm theo khoảng cách chậm nhất, do đó, bom càng lớn thì hiệu ứng phá hủy do nhiệt càng mạnh. Bức xạ ion bị suy giảm nhanh chóng trong không khí, nên nó chỉ nguy hiểm đối với các vũ khí hạt nhân hạng nhẹ. Áp lực suy giảm nhanh hơn bức xạ nhiệt nhưng chậm hơn bức xạ ion.

## Phóng vũ khí hạt nhân
Thuật ngữ vũ khí hạt nhân chiến lược được dùng để chỉ các vũ khí lớn với các mục tiêu phá hủy lớn như các thành phố. Vũ khí hạt nhân chiến thuật là các vũ khí hạt nhân nhỏ hơn được dùng để phá hủy các mục tiêu quân sự, viễn thông hoặc cơ sở hạ tầng. Theo tiêu chuẩn hiện đại thì các quả bom ném xuống Hiroshima và Nagasaki vào năm 1945 có thể được coi là các vũ khí hạt nhân chiến thuật (sức công phá là 13 và 22 kiloton), mặc dù, các vũ khí hạt nhân chiến thuật nhẹ hơn và nhỏ hơn đáng kể.
Các phương pháp phóng vũ khí hạt nhân là:

### Bom hấp dẫn

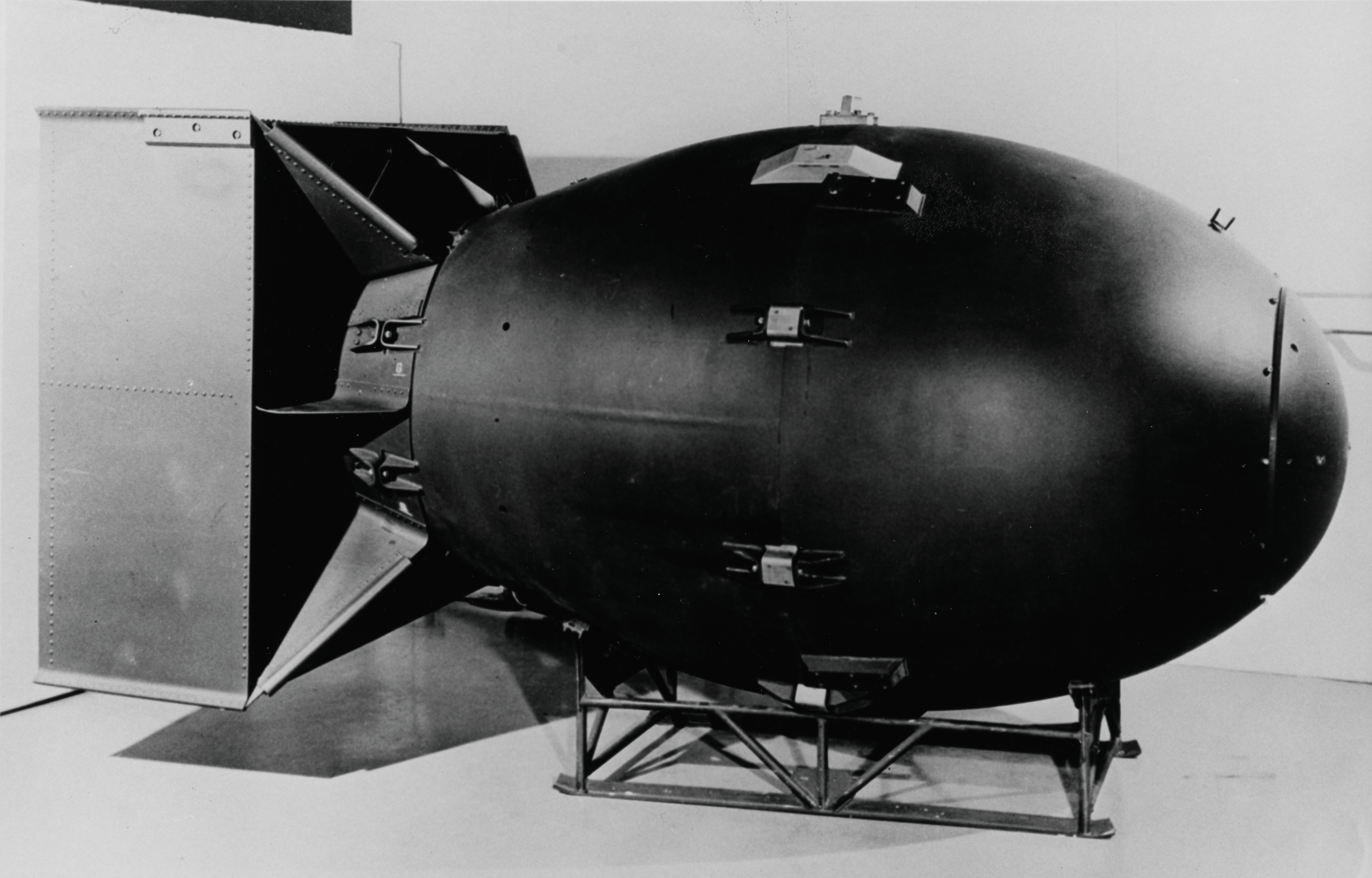
Những quả bom hạt nhân đầu tiên, giống như Fat Man, lớn hơn và phức tạp hơn bom hấp dẫn.

Không 1 vũ khí hạt nhân nào đủ tiêu chuẩn là bom gỗ - đó là từ lóng mà quân đội Hoa Kỳ dùng để chỉ một loại bom hoàn thiện, không phải bảo hành sửa chữa, không nguy hiểm dưới mọi điều kiện trước khi cho nổ. Bom hấp dẫn là loại bom được thiết kế để được thả xuống từ các máy bay. Yêu cầu của loại bom này là phải chịu được các dao động và thay đổi về nhiệt độ và áp suất của không khí. Lúc đầu, các vũ khí thường có một cái chốt an toàn ở trạng thái đóng trong quá trình bay. Chúng phải thỏa mãn các yêu cầu về độ ổn định để tránh các vụ nổ hoặc rơi bất ngờ có thể xảy ra. Rất nhiều loại vũ khí có 1 thiết bị đóng ngắt để khởi động quá trình nổ. Các vũ khí hạt nhân của Mỹ thỏa mãn các tiêu chuẩn an toàn nói trên sẽ được ký hiệu bởi chữ cái "B", và tiếp theo (không có dấu nối) là các ký hiệu vật lý cần thiết. Ví dụ bom B61 là một loại bom như vậy, được Mỹ chế tạo rất nhiều và lưu trữ trong các kho chứa đạn dược trong nhiều thập kỷ.
Có nhiều kỹ thuật ném bom như thả bom tự do trong không khí, thả bom bằng dù với cơ chế cho nổ chậm để máy bay ném bom có thời gian thoát khỏi vùng nguy hiểm khi bom nổ.
Những quả bom hấp dẫn đầu tiên chỉ có thể được mang bằng Boeing B-29 Superfortress. Thế hệ bom tiếp theo vẫn rất lớn và nặng, chỉ có các pháo đài bay B-52, máy bay ném bom lớn V mới có thể mang được. Nhưng vào giữa những năm 1950, người ta có thể chế tạo được các vũ khí nhỏ, nhẹ hơn và có thể được mang bằng các máy bay chiến đấu kiêm ném bom bình thường.

### Tên lửa đạn đạo mang đầu đạn hạt nhân

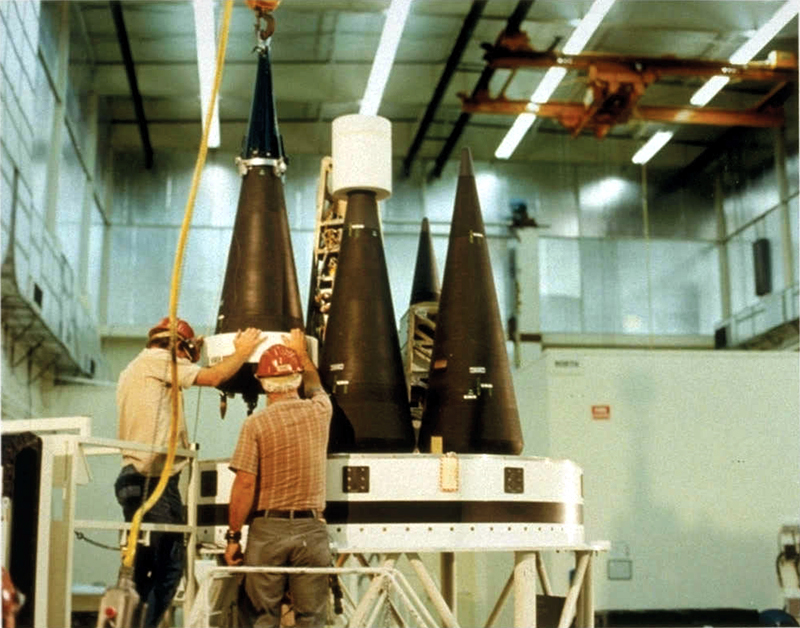
Tên lửa đạn đạo có thể mang nhiều đầu đạn hạt nhân trong 1 lần phóng.

Các tên lửa đạn đạo là các tên lửa có chất nổ, được máy tính hoặc người điều khiển, sau khi phóng thì chúng chỉ chịu ảnh hưởng của lực hấp dẫn và lực cản của không khí gây ra. Tên lửa đạn đạo dùng để mang các đầu đạn với tầm xa từ vài chục cho đến vài trăm km. Các tên lửa đạn đạo liên lục địa hoặc các tên lửa đạn đạo vượt đại châu được phóng từ các tàu ngầm có thể theo các lộ trình dưới quỹ đạo hoặc quỹ đạo với tầm xa xuyên lục địa. Các tên lửa đầu tiên chỉ có thể mang 1 đầu đạn, thường với sức công phá khoảng megaton. Các tên lửa như vậy yêu cầu phải có khả năng hoạt động với tính chính xác rất cao để đảm bảo phá hủy mục tiêu.
Từ những năm 1970, các tên lửa đạn đạo hiện đại được phát triển với khả năng nhắm tới mục tiêu với độ chính xác cao hơn nhiều. Điều này làm cho 1 tên lửa, trong 1 lần phóng, có thể mang đến hơn 10 đầu đạn và nhắm tới các mục tiêu độc lập với nhau. Mỗi đầu đạn có thể có sức công phá vài kiloton. Đây là 1 điểm mạnh quan trọng của tên lửa đạn đạo có nhiều đầu đạn. Nó không chỉ cho phép phá hủy các mục tiêu khác nhau, độc lập với nhau mà còn có thể cùng công phá 1 mục tiêu theo kiểu bủa vây hoặc có thể tác chiến với các vũ khí chiến thuật khác để vô hiệu hóa tất cả các hệ thống phòng thủ của đối phương. Vào những năm 1970, Liên Xô công bố kế hoạch nhằm chế tạo ra các tên lửa đạn đạo nhiều đầu đạn. Số tên lửa như vậy đủ lớn để cứ mỗi 19 giây - 3 phút thì phóng 1 tên lửa tới các thành phố lớn của nước Mỹ, và việc đó có thể được thực hiện liên tục trong 1 giờ đồng hồ.

Tên lửa mang đầu đạn ở trong các kho lưu trữ đạn được của Hoa Kỳ được ký hiệu bằng chữ "W" ở đầu, ví dụ W61 có các tính chất như B61 nói ở trên nhưng có các yêu cầu về môi trường khác hẳn.

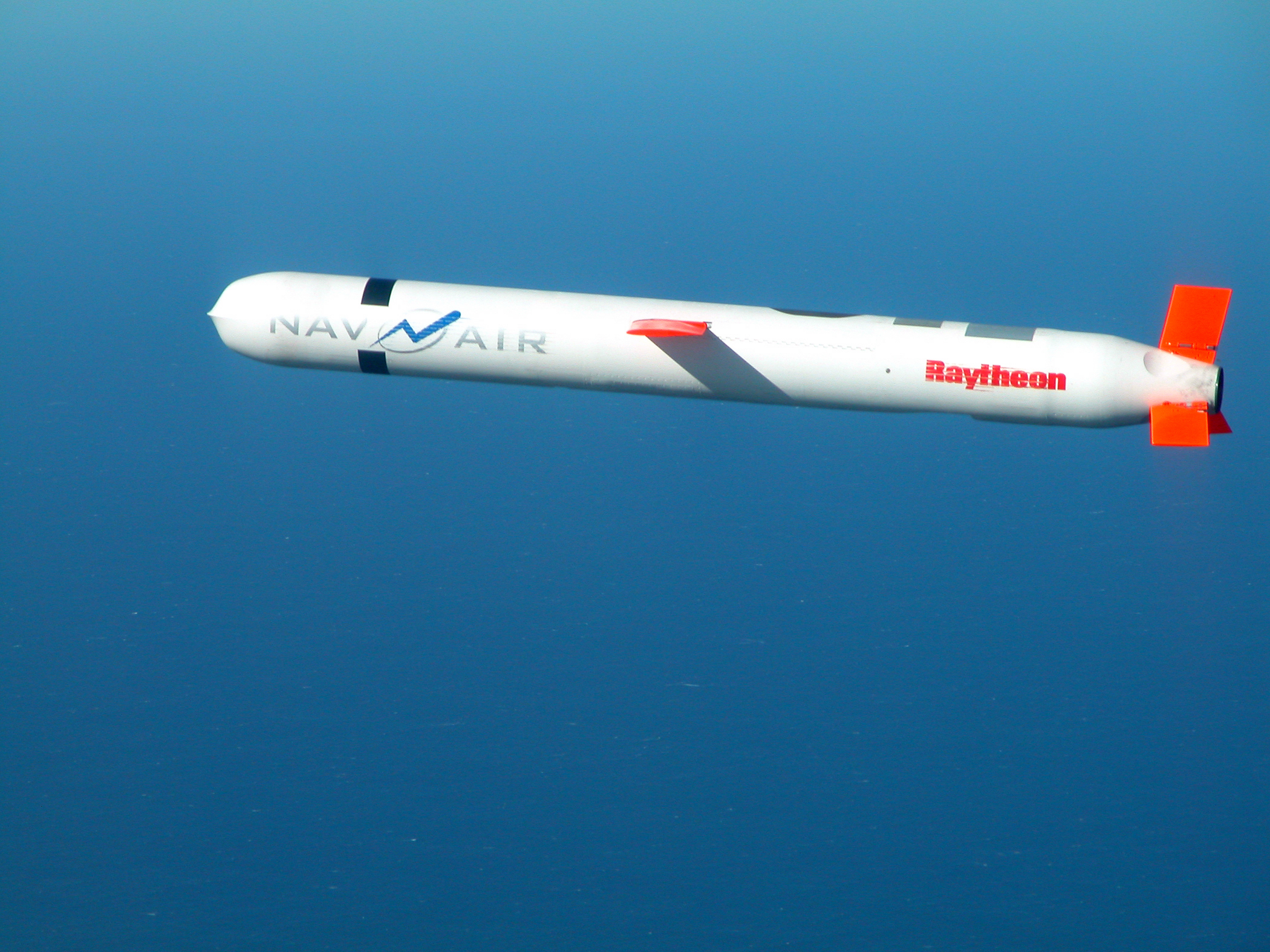
Tên lửa hành trình có tầm tác dụng ngắn hơn tên lửa đạn đạo xuyên lục địa nhưng rất khó bị đối phương phát hiện và ngăn chặn.

### Tên lửa hành trình mang đầu đạn hạt nhân
Tên lửa hành trình có thể mang đầu đạn hạt nhân, bay ở độ cao rất thấp, khoảng cách ngắn và được dẫn đường bởi các hệ thống điều khiển bên trong hoặc bên ngoài (như Hệ thống Định vị Toàn cầu - GPS) làm cho chúng khó có thể bị đối phương phát hiện và ngăn chặn. Tên lửa hành trình mang được trọng lượng nhỏ hơn tên lửa đạn đạo rất nhiều nên sức công phá của đầu đạn mà nó mang thường là nhỏ. Tên lửa hành trình không thể mang nhiều đầu đạn nên không thể công phá nhiều mục tiêu. Mỗi tên lửa như vậy chỉ mang 1 đầu đạn mà thôi. Tuy nhiên, do gọn nhẹ nên tên lửa hành trình quy ước có thể được phóng đi từ các bệ phóng di động trên mặt đất, từ các chiến hạm hoặc từ các máy bay chiến đấu. Tên của các đầu đạn dành cho tên lửa hành trình của Mỹ không khác biệt với tên của các đầu đạn dành cho tên lửa đạn đạo.

### Các phương pháp khác

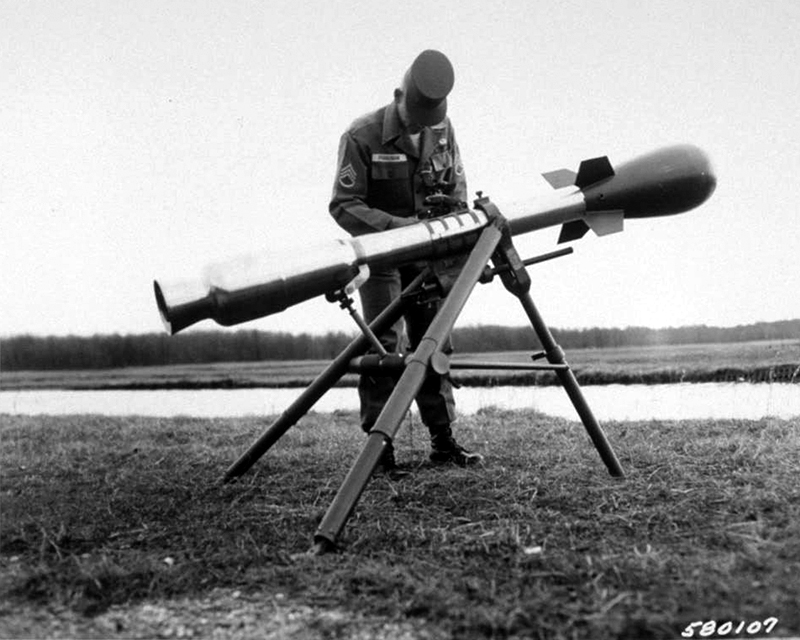
Súng cối Davy crockett là loại vũ khí hạt nhân nhỏ nhất của Mỹ.

Các phương pháp mang đầu đạn hạt nhân khác gồm súng cối, mìn, bom phá tàu ngầm, ngư lôi,... Vào những năm 1950, Hoa Kỳ còn phát triển một loại đầu đạn hạt nhân với mục đích phòng không có tên là Nike Hercules. Sau đó, nó được phát triển thành loại tên lửa chống tên lửa đạn đạo với đầu đạn lớn hơn. Phần lớn các vũ khí hạt nhân phòng không đều không được dùng vào cuối những năm 1960, các bom phá tàu ngầm không được dùng vào năm 1990. Tuy vậy, Liên Xô (và sau đó là Nga) vẫn tiếp tục duy trì tên lửa chống tên lửa đạn đạo với đầu đạn hạt nhân. một loại vũ khí chiến thuật nhỏ, nhẹ, 2 người mang (thường hay bị gọi nhầm là bom xách tay) cũng khá phổ biến mặc dù nó không chính xác và không tiện lợi lắm.
Xem danh sách vũ khí hạt nhân để biết thiết kế các loại vũ khí hạt nhân.

## Sở hữu, kiểm soát và luật pháp về vũ khí hạt nhân

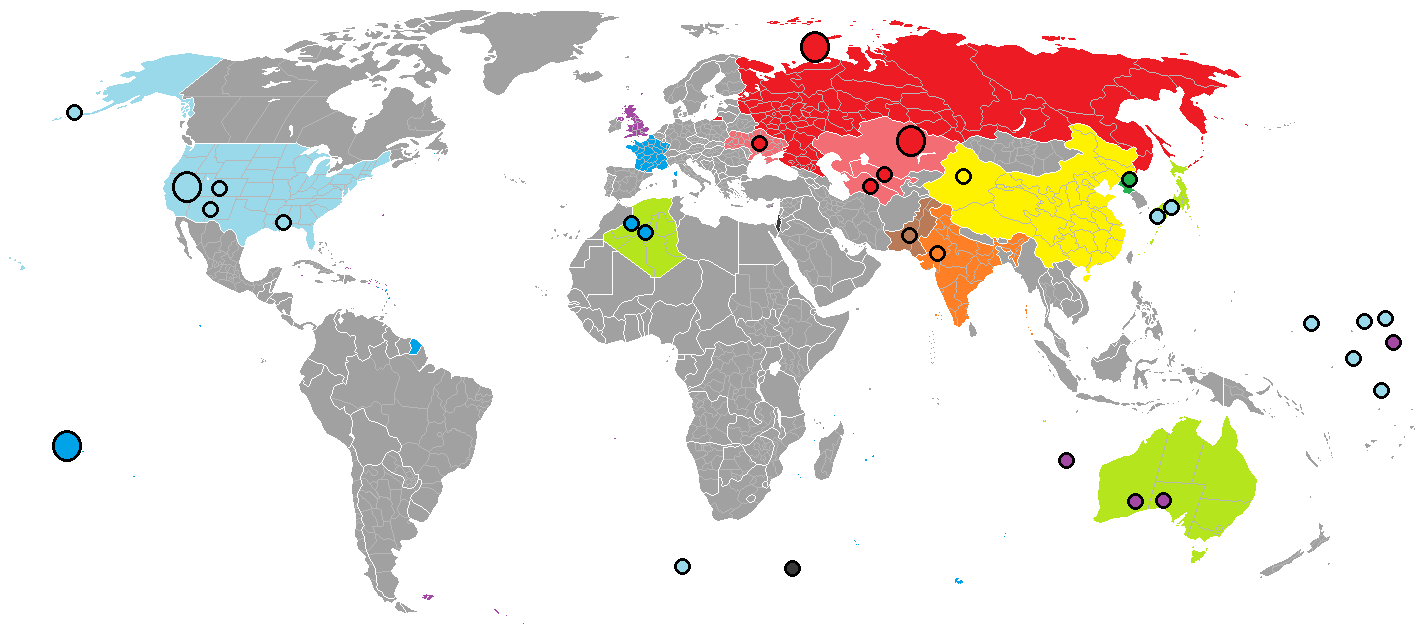
Bản đồ cho thấy các nước có vũ khí hạt nhân và đã có các cuộc thử nghiệm hạt nhân.

Hơn 2000 vụ nổ hạt nhân sau đó là do việc thử nghiệm vũ khí hạt nhân, chủ yếu là do các quốc gia sau đây thực hiện: Hoa Kỳ, Liên Xô, Pháp, Anh, Trung Quốc, Ấn Độ và Pakistan.
Hiện có 1 hiệp ước quốc tế để chống việc phổ biến vũ khí hạt nhân là Hiệp ước không phổ biến vũ khí hạt nhân, hay được biết đến với tên NPT (viết tắt của tên tiếng Anh: Nuclear Non-Proliferation Treaty).
Các nước hiện nay công bố đang sở hữu vũ khí hạt nhân là Hoa Kỳ, Nga, Pháp, Anh, Trung Quốc, Ấn Độ, Pakistan và CHDCND Triều Tiên. Thêm vào đó, Israel luôn được cộng đồng quốc tế cho là sở hữu bom hạt nhân mặc dù nước này chưa bao giờ chính thức khẳng định hay phủ định. Iran và Syria bị Hoa Kỳ cáo buộc là có sở hữu vũ khí hạt nhân.
Có 4 quốc gia từng sở hữu vũ khí hạt nhân nhưng đã từ bỏ: Kazakhstan, Belarus và Ukraina từng sở hữu một số lớn đầu đạn hạt nhân cũ từ thời Liên Xô, tuy nhiên cả ba quốc gia đã giao nộp lại cho Nga và ký vào NPT. Nam Phi cũng từng sản xuất ít nhất 6 quả bom hạt nhân vào những năm 1980 nhưng đã phá hủy chúng vào đầu thập kỉ 1990 của thế kỉ trước và tham gia NPT.
Có 5 quốc gia không tự sở hữu và sản xuất vũ khí hạt nhân nhưng đang được chia sẻ bởi Hoa Kỳ, đó là Bỉ, Đức, Italia, Thổ Nhĩ Kỳ và Hà Lan. Trước đây, Canada và Hy Lạp cũng tham gia chương trình này. Các quốc gia này được Hoa Kỳ chia sẻ vũ khí hạt nhân (quyền sở hữu vẫn thuộc Hoa Kỳ) để sử dụng cho huấn luyện và tác chiến trong các chiến dịch của NATO.
Cơ quan quốc tế của Liên Hợp Quốc giám sát các vấn đề liên quan tới vũ khí hạt nhân là Cơ quan Năng lượng Nguyên tử Quốc tế IAEA.